# Едмунд Лоу
Едмунд Лоу (англ. Edmund Lowe; повне ім'я Едмунд Дантес Лоу, 3 березня 1890, Сан-Хосе — 21 квітня 1971, Лос-Анджелес) — американський актор кіно.
За свою акторську кар'єру, яка тривала з 1915 по 1960 рік знявся в 124 фільмах, в тому числі в 40 німих. Після цього припинив зніматися, з'явившись лише в декількох епізодичних ролях, граючи самого себе (камео). З 1949 по 1957 роки працював також на телебаченні. З 1917 по 1945 рік виступив у 20 бродвейських виставах. Його внесок в мистецтво кіно і телебачення відзначений зіркою на Голлівудській алеї слави.
Був одружений другим шлюбом на актрисі Ліліан Тешман з 1925 по 1934 рік, коли актриса померла.

## Вибрана фільмографія
- 1919 — Очі молодості / Eyes of Youth
- 1928 — Одягнений убивати / Dressed to Kill
- 1928 — У старій Аризоні / In Old Arizona
- 1930 — Поганець / The Bad One
- 1931 — Трансатлантичний корабель / Transatlantic
- 1932 — Адвокат для захисту / Attorney for the Defense
- 1933 — Обід о восьмій
- 1945 — Ділінджер / (Dillinger) — Спекс Ґрін
- 1956 — Навколо світу за 80 днів
- 1960 : «Чортиця в рожевому трико» / (Heller in Pink Tights) — Манфред «Док» Монтеґю